# 캐럿 수프

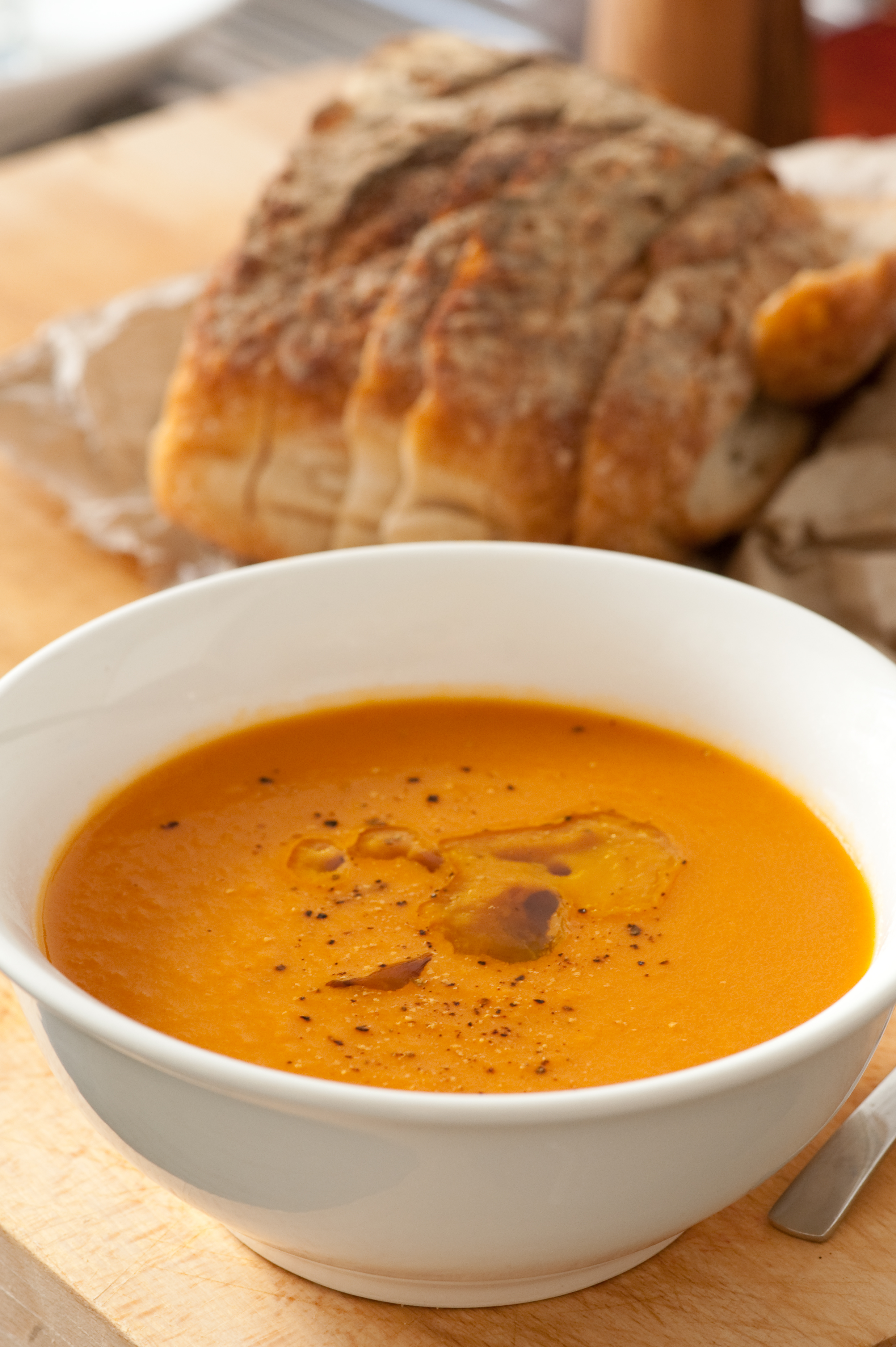
덩어리가 있는 크림 당근 수프

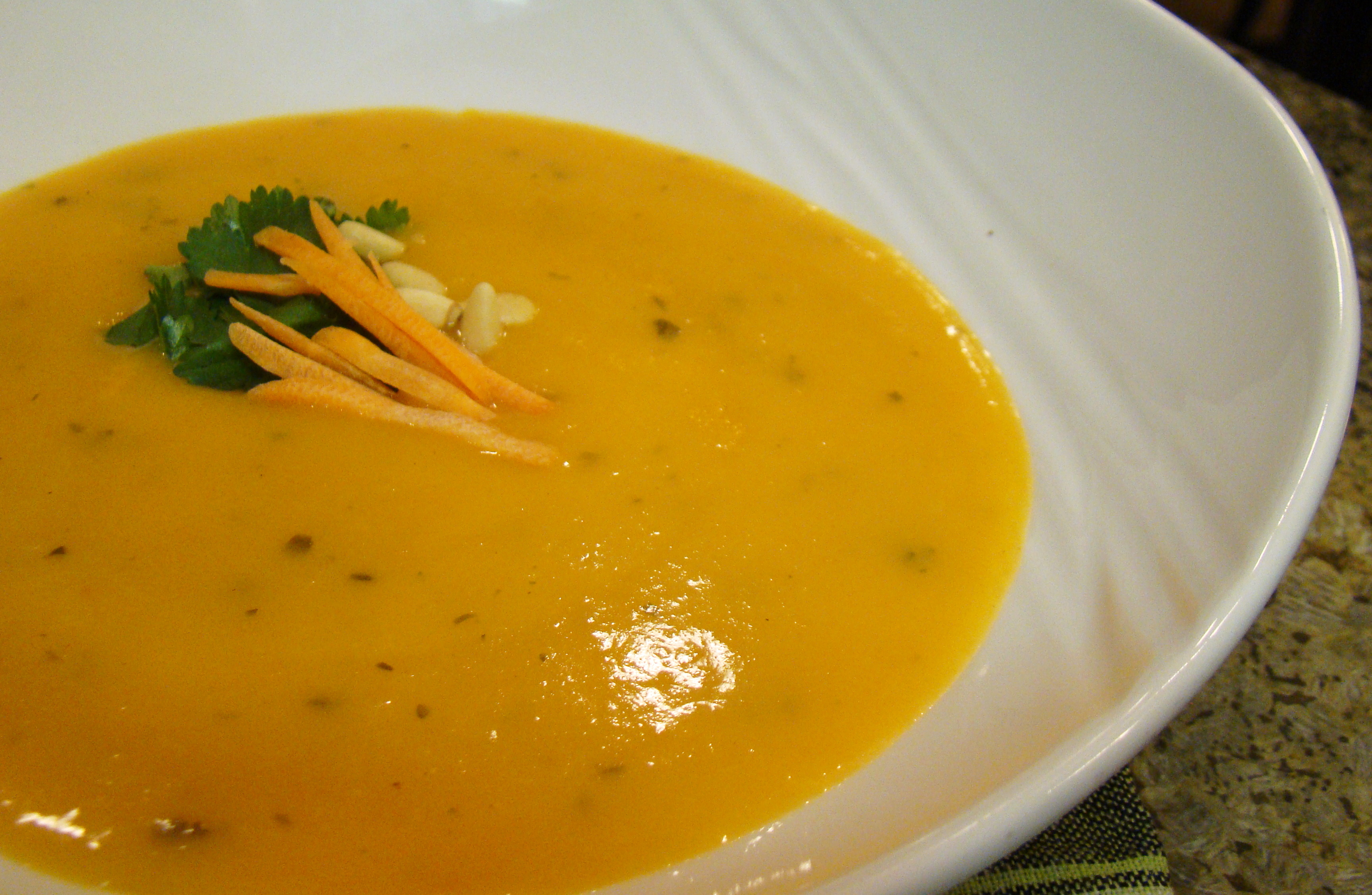
크림 당근 수프

캐럿 수프(carrot soup)는 당근을 주재료로 사용한 수프이다. 크림 스타일이나 맑은국 스타일로 준비할 수 있다. 추가적인 채소, 뿌리채소 및 다양한 기타 재료를 사용하여 준비할 수 있다. 뜨겁게 또는 차갑게 제공될 수 있으며 여러 조리법이 존재한다.
캐럿 수프는 프랑스 요리에서 "고전적인" 요리로 묘사된다. 프랑스어에서는 포타주 드 크레시, 포타주 크레시, 포타주 아 라 크레시, 퓌레 아 라 크레시 및 크렘 아 라 크레시라고도 불린다.

## 개요
캐럿 수프는 크림 스타일 또는 맑은국 스타일로 준비할 수 있다. 두 가지 스타일의 수프 모두 재료로 채소 밑국물 또는 닭고기 국물을 사용할 수 있다. 뿌리채소를 포함한 다른 채소를 사용할 수 있으며, 후자에는 마늘, 양파, 샬롯, 감자, 순무 등이 포함될 수 있다. 당근 주스와 오렌지 주스를 사용하여 준비할 수 있으며, 일부 버전은 으깬 당근을 사용하여 준비된다. 조리 후, 요리는 체에 걸러낼 수 있다. 사용하는 당근은 껍질을 벗기거나 벗기지 않을 수 있으며, 껍질을 벗긴 당근을 사용하면 으깬 버전의 요리에서 더 부드러운 질감을 얻을 수 있다. 으깬 당근으로 준비된 요리는 질감이 부드러우면서도 걸쭉한 농도를 가질 수 있다. 수프의 색상은 사용하는 당근의 색상에 따라 달라질 수 있다. 어린 당근은 수프를 더 달콤하게 만들고 밝은 주황색을 띠게 하는 반면, 오래되고 큰 당근은 단맛이 덜하고 노란색을 띨 수 있다. 내부가 나무 질감인 오래되고 갈라진 당근을 사용하면 품질이 떨어지는 수프가 될 수 있다.
캐럿 수프 준비에는 여러 가지 재료 변형이 존재한다. 일부 캐럿 수프는 코코넛 밀크, 코코넛워터, 코코넛 크림, 코코넛 버터 또는 코코넛 조각을 사용하여 준비된다. 일부 버전에는 생강이 재료로 포함되며, 일부는 커리를 포함한다. 당근 꼭대기의 녹색 당근 잎(잎채소)은 요리의 재료로 사용할 수 있다. 일부 버전에서는 다진 민트 잎을 사용한다. 뜨겁게 또는 차갑게 제공될 수 있다. 소금과 후추를 사용하여 요리에 간을 할 수 있으며, 때로는 육두구가 향신료로 사용된다. 때로는 요구르트, 요구르트 소스, 크렘 프레슈, 사워 크림, 및 기타 재료를 얹어 제공한다.
영국에서는 플레인 캐럿 수프보다 훨씬 더 인기 있는 독특한 수프 종류가 있는데, 굵게 다진 또는 강판에 간 당근, 마늘, 고수 (고수) 씨앗으로 만든 당근 고수 수프이다.
오렌지 제스트는 가니시로 사용될 수 있으며, 요리 자체의 재료로, 또는 두 가지 방식으로 모두 사용될 수 있다. 추가적인 가니시로는 딜, 당근 잎, 강판에 갈거나 다진 또는 깍둑썰기한 당근, 차이브, 기타 신선하고 다진 허브, 크루통, 토스트 조각 등이 포함될 수 있다. 캐럿 수프는 비건 음식으로 준비될 수 있으며, 비스크로도 준비될 수 있다.
캐럿 수프는 상당한 양의 아질산염을 함유할 수 있다.

캐럿 수프
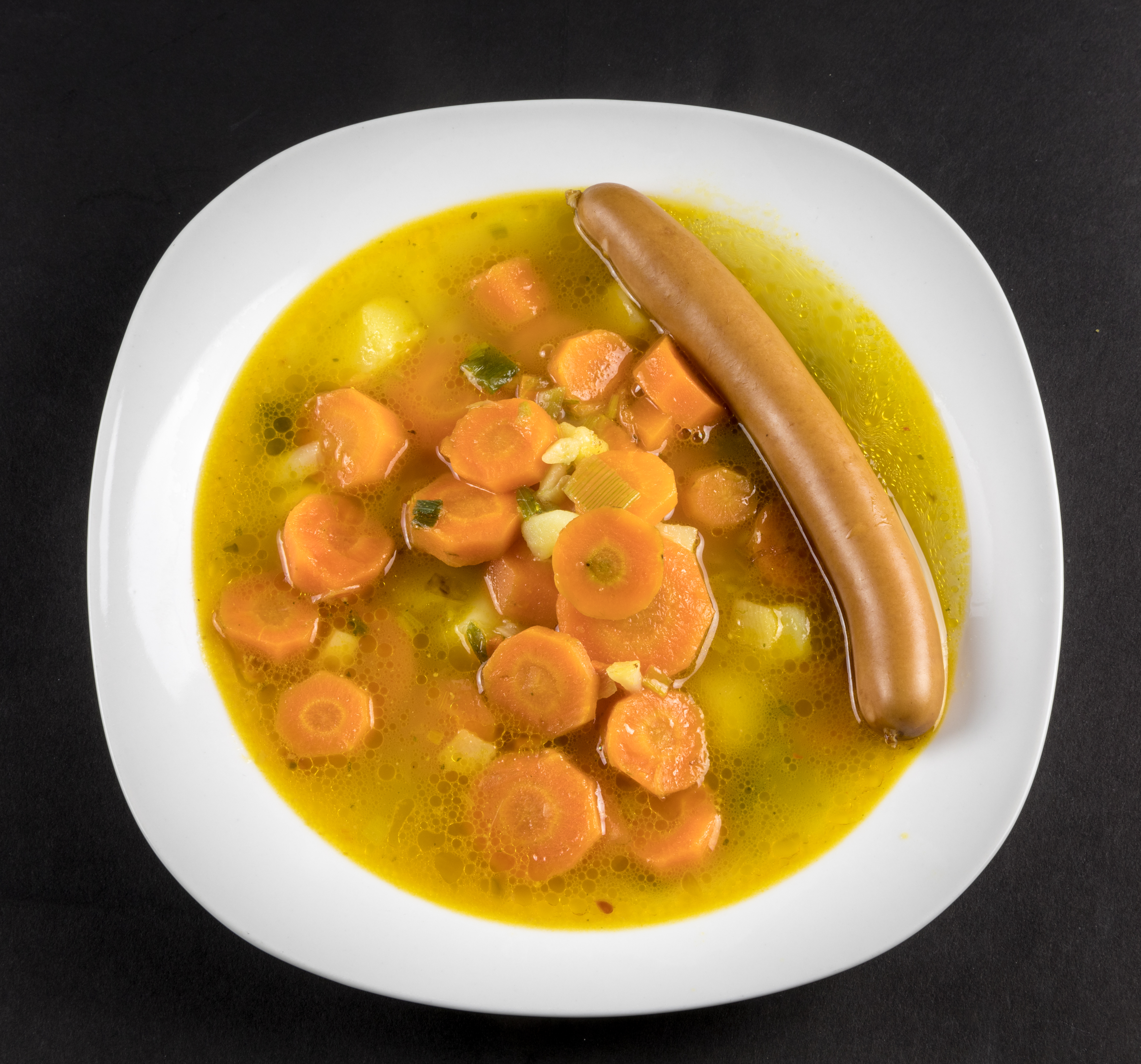
당근-감자 수프와 독일 소시지
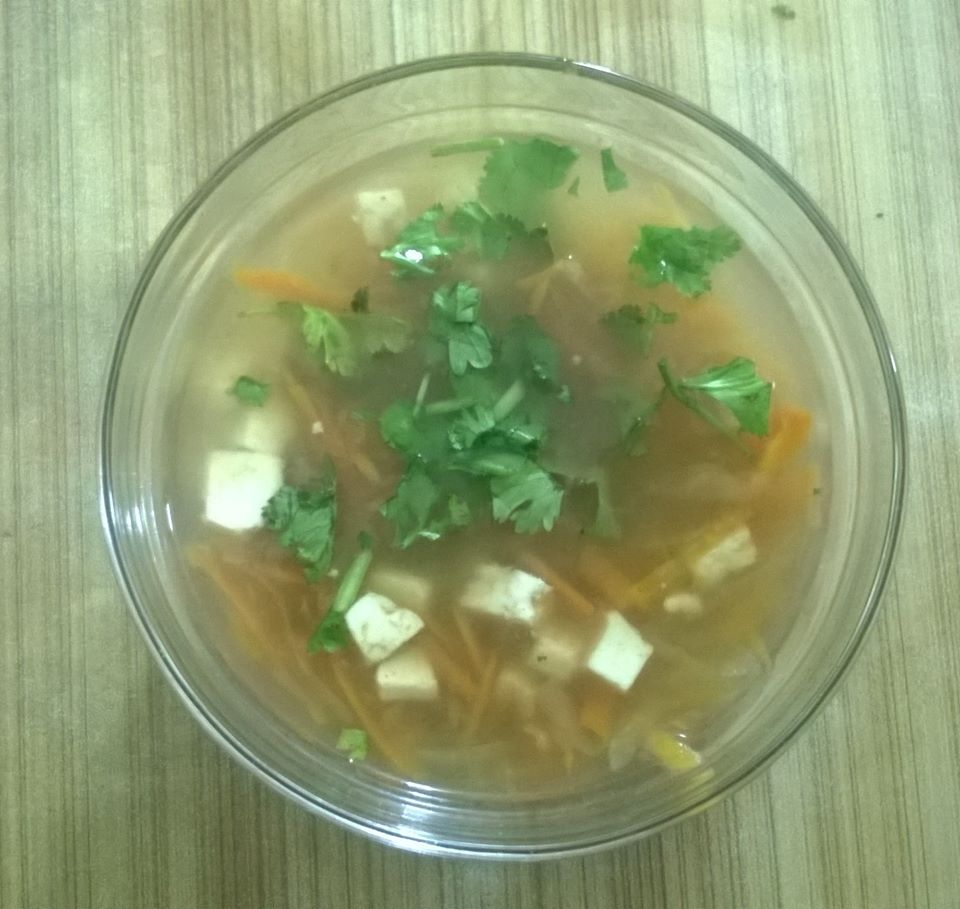
맑은국 스타일의 당근-파파야 수프를 채썰기한 당근으로 준비
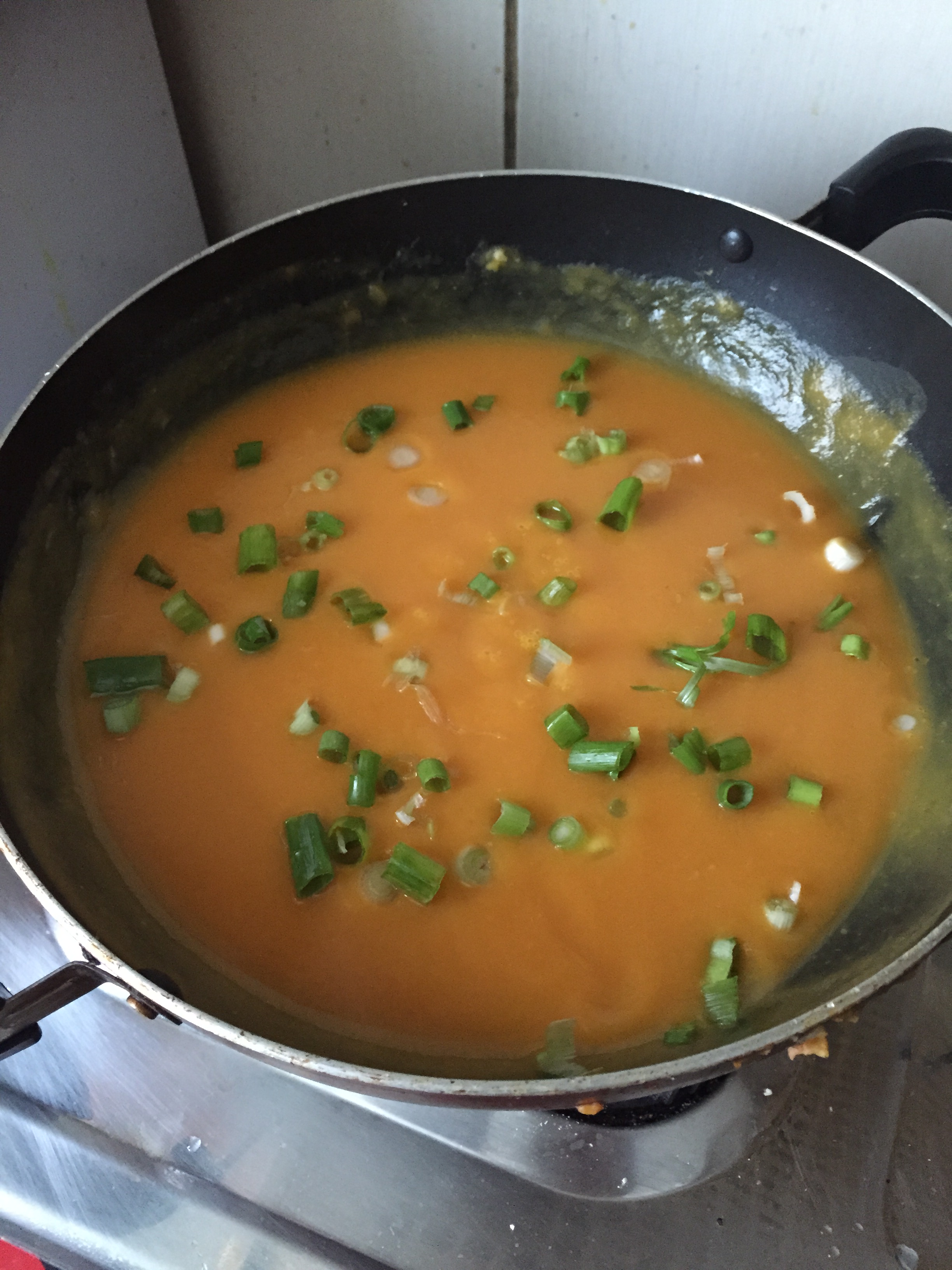
당근 생강 수프
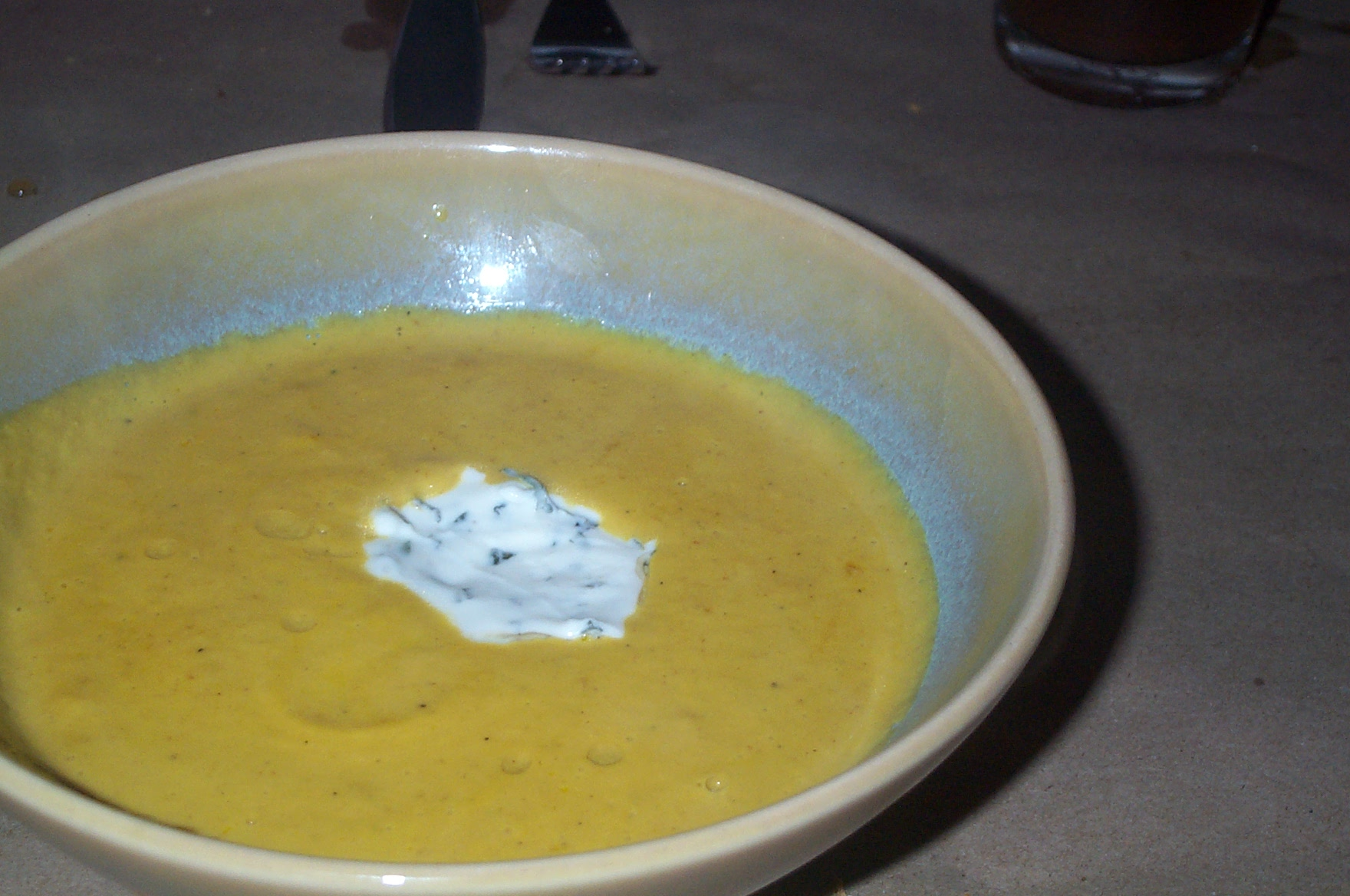
그릭 요거트와 함께하는 당근 수프
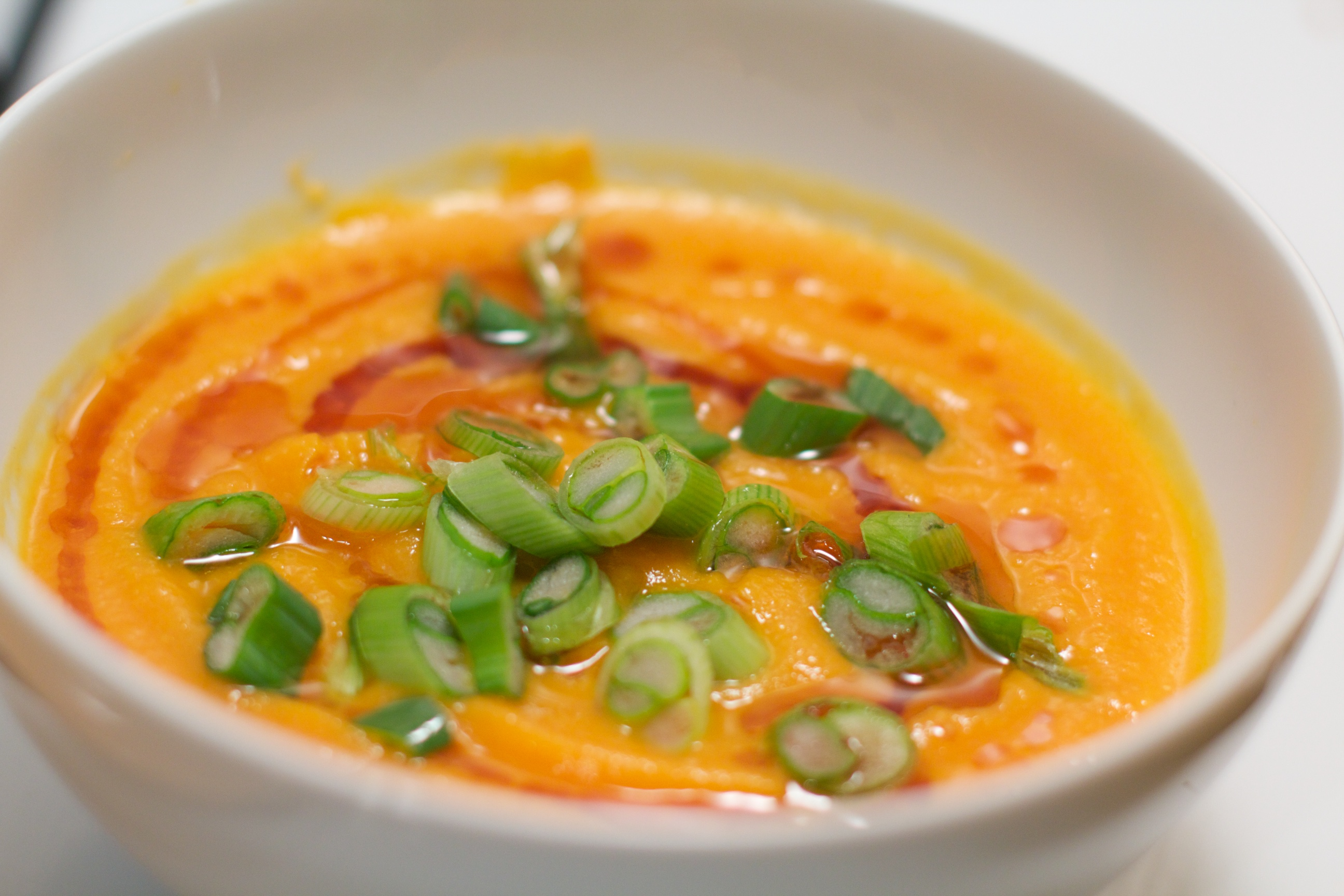
파와 참기름으로 장식한 당근 생강 수프
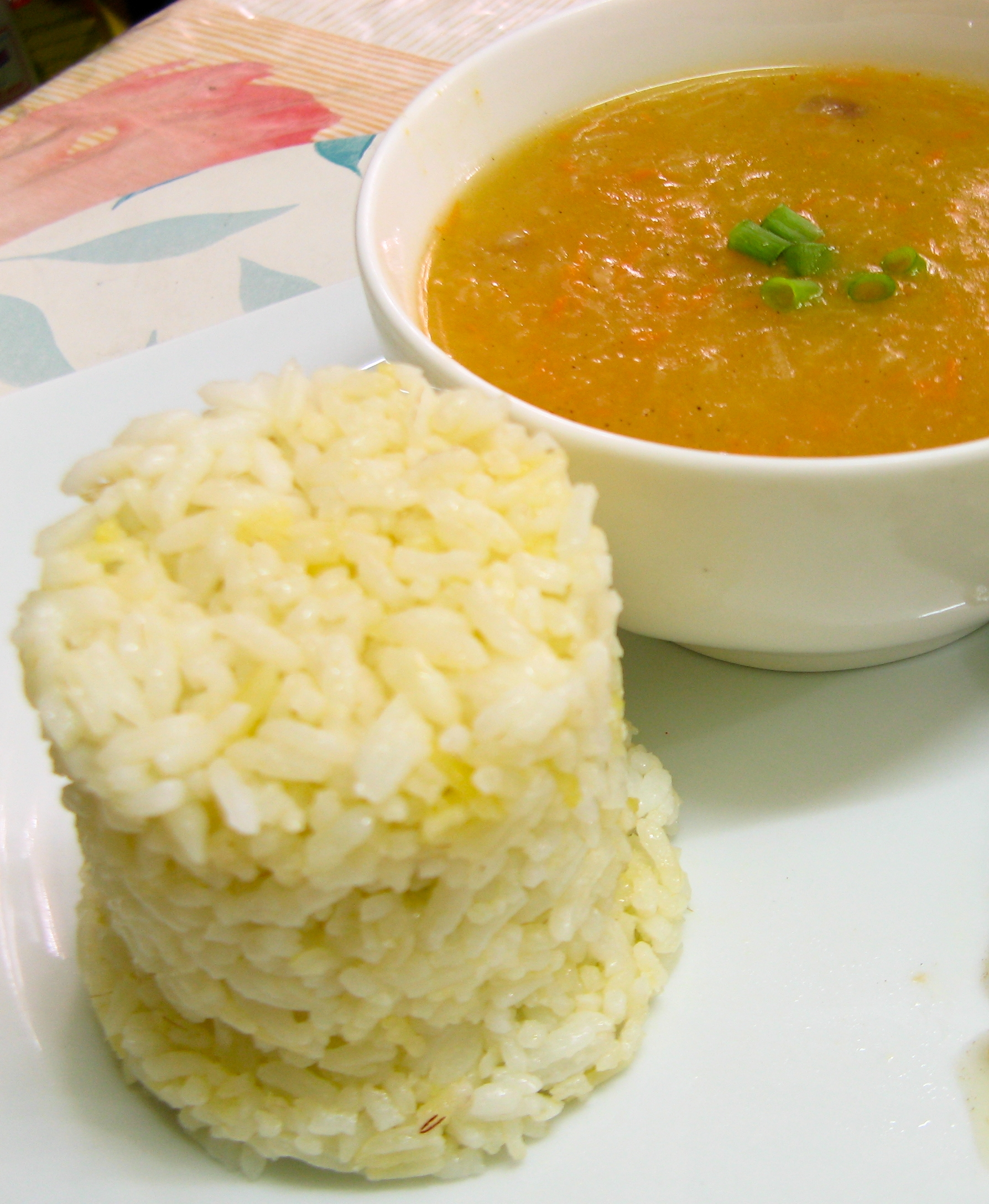
밥과 함께 제공되는 당근-감자 수프

## 프랑스 요리에서

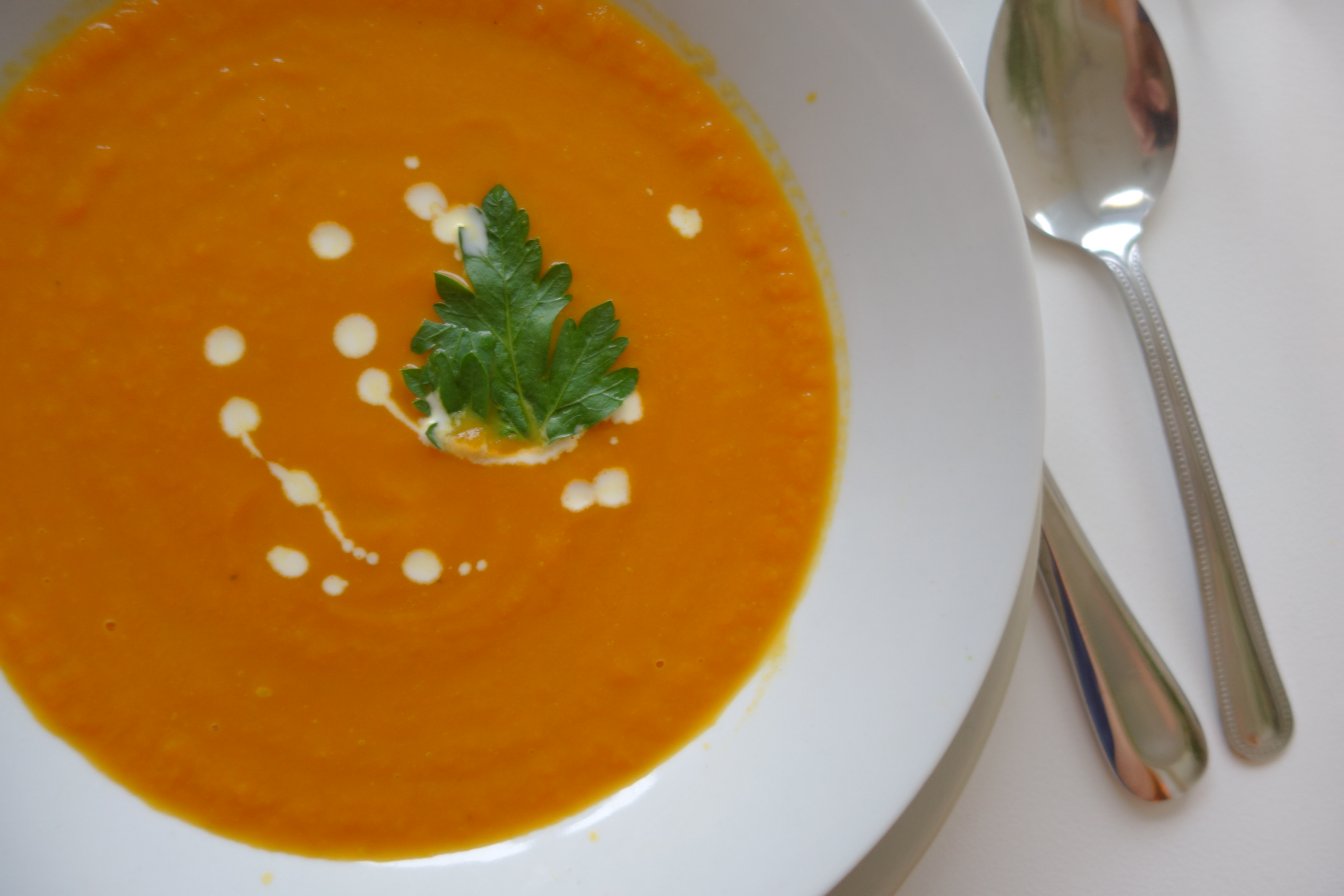
포타주 크레시

캐럿 수프(포타주 드 크레시, 포타주 크레시 등)는 프랑스 요리에서 "고전적인"이자 "유명한" 요리로 묘사된다. 포타주는 걸쭉한 농도를 가진 다양한 수프를 일컫는다. 포타주 크레시는 프랑스 북부에 있는 코뮌인 크레시앙퐁티외의 이름을 따서 명명되었는데, 이 지역은 프랑스 내에서 가장 좋은 맛의 당근을 생산한다고 알려져 있다.
프랑스 요리에서 크레시 수프는 일반적으로 쌀과 함께 준비되며, 쌀은 곁들임 요리로도 제공될 수 있다. 쌀은 요리의 농도를 진하게 하는 재료로 사용될 수 있으며, 보리도 사용된 적이 있다.

## 역사
근대에 단맛이 나는 주황색 당근은 16세기에 저지대 국가에서 개발되었지만, 이것은 전통으로 여겨지며, 과거에는 잉글랜드인들이 1346년 같은 날 프랑스 크레시앙퐁티외에서 일어난 크레시 전투를 기념하여 매년 8월 26일에 크레시 수프를 먹는 관습이 있었다.
크레시 수프는 1901년부터 1910년까지 영국 국왕이었던 에드워드 7세가 전투를 이끈 그의 조상 흑태자 에드워드를 기리기 위해 매년 전투 기념일에 먹었다. 또한 이 수프는 전투가 끝난 후 승리한 잉글랜드 군사들에게 크레시에서 나는 당근으로 만들어 제공되었다고도 한다. 오스트리아의 의사이자 소아과 의사인 에른스트 모로는 모로 교수의 캐럿 수프를 개발했으며, 이는 항생제 내성 세균으로 인한 설사에 효과적인 것으로 나타났다.

## 같이 보기
- 당근 요리 목록
- 수프 목록
- 채소국

## 더 보기
- Selander, Per (June 1950). “Carrot soup in the treatment of infantile diarrhea”. 《The Journal of Pediatrics》 36 (6): 742–745. doi:10.1016/S0022-3476(50)80228-7. ISSN 0022-3476. PMID 15422489.